# FC Linz
Fußballclub Linz – austriacki klub piłkarski z siedzibą w Linzu. Rozwiązany w 1997 roku.

## Historia
Klub założony został 30 czerwca 1946 roku pod nazwą SV Eisen und Stahl 1946 Linz. Trzy lata później, 10 listopada 1949 roku, klub zmienił nazwę na SK VÖEST Linz, a od 1978 roku klub zwał się SK VOEST Linz. Do kolejnej zmiany nazwy doszło w 1990 roku, kiedy to klub przyjął nazwę FC VÖEST Linz. Już rok później klub nazywał się FC Stahl Linz. W 1993 roku klub zmienił nazwę na FC Linz. Po półwiecznej działalności, po sezonie 1996/97, klub został wchłonięty przez LASK Linz. W 1997 roku kibice klubu, którzy nie mogli pogodzić się z jego likwidacją, powołali do życia klub FC Blau-Weiß Linz, który miał być kontynuatorem tradycji SK VÖEST Linz.

## Sukcesy
- Bundesliga:
  - mistrzostwo (1):1973/1974
  - wicemistrzostwo (2): 1974/1975, 1979/1980
- Erste Liga:
  - mistrzostwo (2): 1990/1991, 1995/1996
- Puchar Austrii:
  - finał (2): 1978, 1994

## Europejskie puchary
Legenda do wszystkich tabel:
- Q – runda eliminacyjna, 1/16, 1/8, 1/4, 1/2 – odpowiednia faza rozgrywek, Grupa – runda grupowa, 1r gr – pierwsza runda grupowa, 2r gr – druga runda grupowa, F – finał, R – runda, PO – play-off
- k. – rzuty karne, los. – losowanie, Dogr. – dogrywka, w. – zasada bramek strzelonych na wyjeździe

| Sezon   | Rozgrywki     | Runda | Przeciwnik     | Dom | Wyjazd | Ogólnie |
| ------- | ------------- | ----- | -------------- | --- | ------ | ------- |
| 1972/73 | Puchar UEFA   | 1R    | Dynamo Drezno  | 2–2 | 0–2    | 0–4     |
| 1974/75 | Puchar Europy | 1R    | FC Barcelona   | 0–0 | 0–5    | 0–5     |
| 1975/76 | Puchar UEFA   | 1R    | Vasas SC       | 2–0 | 0–4    | 2–4     |
| 1980/81 | Puchar UEFA   | 1R    | Zbrojovka Brno | 0–2 | 1–3    | 1–5     |